# دنیس ماست
دنیس ماست (انگلیسی: Dennis Mast؛ زادهٔ ۱۵ فوریهٔ ۱۹۹۲) بازیکن فوتبال اهل آلمان است.
از باشگاه‌هایی که در آن بازی کرده‌است می‌توان به باشگاه فوتبال کارلسروهه، باشگاه فوتبال هالشر، و باشگاه فوتبال آرمینیا بیله‌فلد اشاره کرد.